# 30188 Hafsasaeed
30188 Hafsasaeed è un asteroide della fascia principale. Scoperto nel 2000, presenta un'orbita caratterizzata da un semiasse maggiore pari a 2,2849410 UA e da un'eccentricità di 0,1242283, inclinata di 0,90788° rispetto all'eclittica.